# Майн-Шпессарт (район)
Майн-Шпессарт (нім. Landkreis Main-Spessart) — район у Німеччині. Центр району — місто Карлштадт. Район входить до складу федеральної землі Баварія. Підпорядковане адміністративному округу Нижня Франконія. Займає площу 1 321,41 км2. Населення 125 976 чол. (станом на  31 грудня 2020). Щільність населення 96 чоловік/км2.
Офіційний код району 09 6 77.

## Географія
Район Майн-Шпессарт розташований у безпосередній близькості від річки Майн на східному краю посередні гір Шпессарт.

### Сусідні Райони
Майн-Шпессарт має такі сусідні райони:
- Район Майн-Кінціґ
- Район Бад-Кіссінґен
- Район Швайнфурт
- Район Вюрцбург
- Район Майн-Таубер
- Район Мільтенберг
- Район Ашаффенбург

## Адміністративний поділ району
Район поділяється на 40 общин.

### Міста
1. Арнштайн (8 107)
2. Ґемюнден-на-Майні (10 333)
3. Карлштадт (14 821)
4. Лор-на-Майні (15 143)
5. Марктгайденфельд (10 763)
6. Рінек (2 064)
7. Ротенфельс (987)

### Риночні громади
1. Бурґзінн (2 517)
2. Фраммерсбах (4 510)
3. Карсбах (1 440)
4. Кройцвертгайм (3 762)
5. Оберзінн (985)
6. Тюнґен (1 353)
7. Тріфенштайн (4 226)
8. Целлінґен (6 368)

### Громади
1. Аура-у-Зіннгрунді (1 009)
2. Біркенфельд (2 151)
3. Бішбрунн (1 830)
4. Ерленбах-при-Марктгайденфельді (2 418)
5. Ессельбах (2 017)
6. Ойсенгайм (3 185)
7. Феллен (851)
8. Ґессенгайм (1 196)
9. Ґрефендорф (1 383)
10. Гафенлор (1 888)
11. Гаслох (1 393)
12. Гіммельштадт (1 639)
13. Карсбах (1 739)
14. Міттельзінн (834)
15. Нойендорф (838)
16. Нойгюттен (1 198)
17. Нойштадт-на-Майні (1 257)
18. Партенштайн (2 838)
19. Рехтенбах (1 005)
20. Рецштадт (1 553)
21. Роден (1 006)
22. Шольбрунн (940)
23. Штайнфельд (2 195)
24. Уршпрінґен (1 382)
25. Вісталь (1 372)

### Адміністративні спільноти
- Бурґзінн (риночні громади Бурґзінн та Оберзінн; громади Аура-у-Зіннгрунді, Феллен та Міттельзінн)
- Ґемюнден-на-Майні (громади Ґессенгайм, Ґрефендорф та Карсбах)
- Кройцвертгайм (риночна громада Кройцвертгайм; громади Гаслох та Шольбрунн)
- Лор-на-Майні (громади Нойендорф, Нойштадт-на-Майні, Рехтенбах та Штайнфельд)
- Марктгайденфельд (місто Ротенфельс; риночна громада Карбах; громади Біркенфельд, Бішбрунн, Ерленбах-при-Марктгайденфельді, Ессельбах, Гафенлор, Роден та Уршпрінґен)
- Партенштайн (громади Нойгюттен, Партенштайн та Вісталь)
- Целлінґен (риночні громади Тюнґен та громади Целлінґен; громади Гіммельштадт та Рецштадт)

### Немуніципальні території
- Бурґйосс (23,13 км²)
- Форст Аура (23,42 км²)
- Форст Лорерштрасе (21,35 км²)
- Фраммерсбахер Форст (16,81 км²)
- фюрстліх Левенштайншер Парк (30,67 км²)
- Гаурайн (3,14 км²)
- Геррнвальд (2,99 км²)
- Лянґенпроцельтенер Форст (8,66 км²)
- Партенштайнер Форст (19,36 км²)
- Руппертсгюттенер Форст (17,82 км²)